# Loasaceae
Loasaceae es una familia de 15-20 géneros con 200-260 especies de plantas de flores perteneciente al orden Cornales, nativo de  América y África. La familia comprende plantas herbáceas anuales, bienales y perennes y unos pocos arbustos y pequeños árboles. 

## Descripción
Son hierbas anuales o perennes, bejucos, arbustos o árboles pequeños; indumento variable generalmente incluyendo tricomas silicificados, algunas veces urticantes, a menudo con una glándula en el extremo o diminutamente barbados hasta con barbas uncinadas grandes; plantas hermafroditas. Hojas alternas u opuestas, enteras o variadamente pinnada o palmadamente divididas o lobadas; estípulas presentes o ausentes.
Inflorescencias tirsoides, a menudo reducidas a monocasios o dicasios, terminales, algunas veces de apariencia opuesta o axilar, flores regulares, epíginas, hipanto globoso a cónico, en general densamente tricomatoso; sépalos 4 o 5 (–7), a menudo persistentes; pétalos 4 o 5 (–7), generalmente libres; estambres (2–) 4–200 (–300), algunas veces en fascículos episépalos y/o epipétalos o en fascículos epipétalos alternando con estaminodios o fascículos de estaminodios, anteras longitudinalmente dehiscentes, estaminodios a menudo presentes, algunas veces petaloides y/o escuamiformes y nectaríferos, a menudo con apéndices y ornamentados; ovario ínfero (semisúpero), 1-locular, óvulos generalmente 1–numerosos en 3–5 (–7) placentas parietales, o sólo un óvulo y apicalmente péndulo, estilo solitario.
Fruto una cápsula loculicida (raramente con una hendedura septicida adicional), o seca e indehiscente; semillas 1–numerosas.

## Géneros
- Aosa Weigend (algunos lo incluyen en Loasa)
- Blumenbachia Schrad.
- Caiophora C. Presl
- Cevallia Lag.
- Chichicaste Weigend (algunos lo incluyen en Loasa)
- Eucnide Zucc.
- Fuertesia Urb.
- Gronovia L.
- Huidobria Gay (algunos lo incluyen en Loasa)
- Kissenia R. Br. ex Endl.
- Klaprothia Kunth
- Loasa Adans.
- Mentzelia L.
- Nasa Weigend (algunos lo incluyen en Loasa)
- Petalonyx A. Gray
- Plakothira Florence
- Presliophytum (Urb. & Gilg) Weigend (algunos lo incluyen en Loasa)
- Schismocarpus S. F. Blake
- Sclerothrix
- Scyphanthus Sweet
- Xylopodia Weigend

## Sinónimos
- Cevalliaceae, Gronoviaceae